# Autorretrato a los veinticuatro años
Autorretrato a los veinticuatro años es un cuadro pintado por Jean-Auguste-Dominique Ingres en 1804 y expuesto en el Salón de 1806. Primer autorretrato del artista, conoció diversas modificaciones entre 1804 y 1851, el primer estado es conocido por un grabado de Jean-Louis Potrelle de 1806 y retocado por Ingres, una copia de Marie-Anne-Julie Forestier de 1807, y una fotografía tomada hacia 1849 por Charles Marville. 
Por su composición, se inspira en los retratos del Renacimiento, y en particular en el de Bindo Altoviti de Rafael. El cuadro, que pertenece a las colecciones del museo Condé de Chantilly, es el autorretrato de 1804 modificado en 1851.

## Procedencia

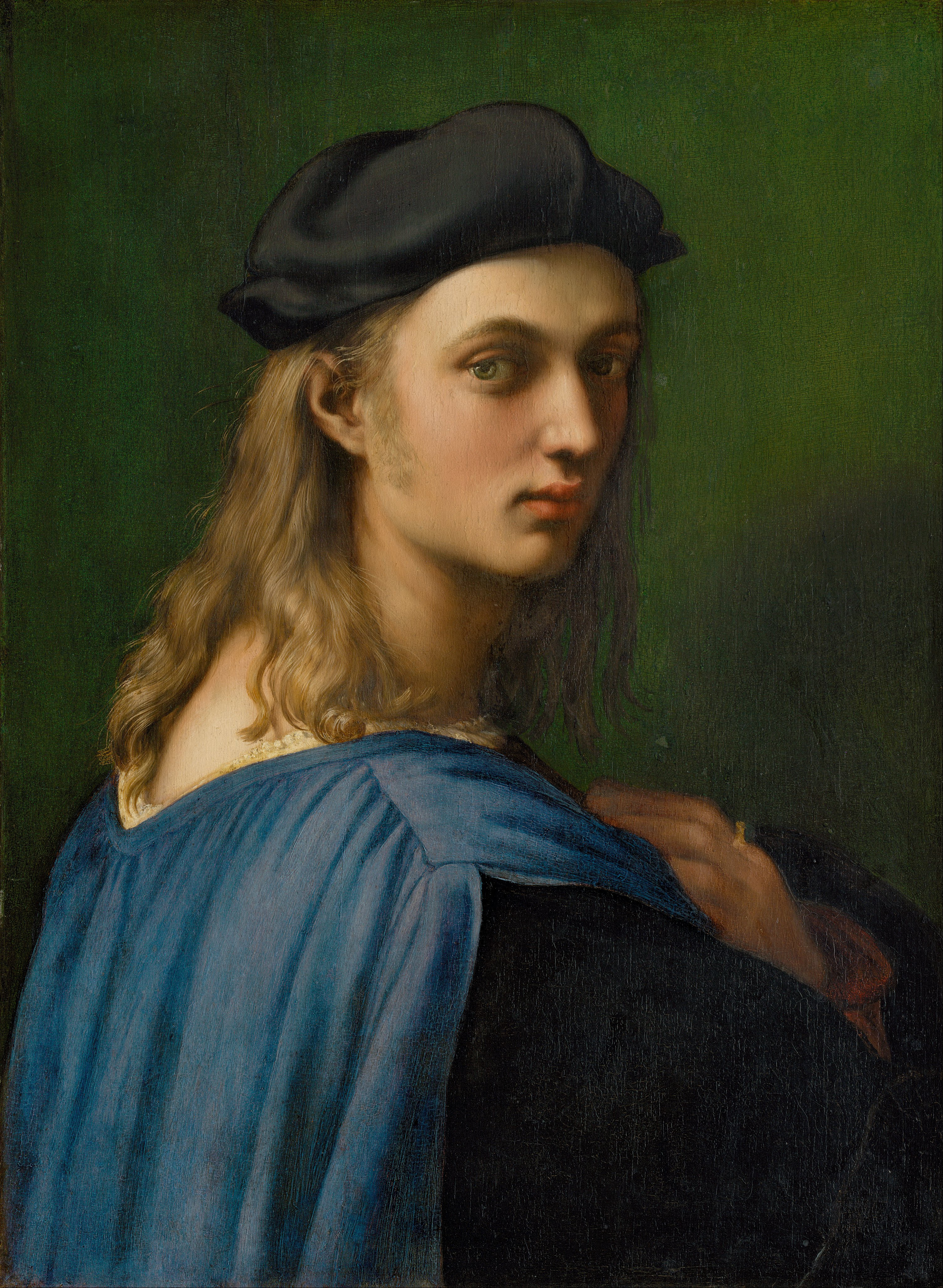
Retrato de Bindo Altoviti de Rafael, Galería Nacional de Arte, que influyó en la obra de Ingres.

Cuadro acabado en 1804 y exhibido en la exposición del Salón de 1806 junto con los retratos de la familia Rivière y de Napoleón entronizado. Conservado por Ingres hasta 1860, cuando después del rechazo del príncipe Napoleón-Jérôme Bonaparte de conservar El baño turco, juzgado como chocante por su esposa, Ingres aceptó cambiarlo por su autorretrato. La transacción fue efectuada por el conservador del Louvre, Frédéric Reiset. En 1868 el príncipe Napoleón vendió parte de su colección incluyendo el autorretrato que fue comprado por Frédéric Reiset. En 1879 éste lo vendió al duque de Aumale con toda su colección de pintura. El autorretrato entró en las colecciones del museo Condé en 1897 (inventario PE 430).

## Descripción
El retrato se inscribe en un rectángulo vertical. Ingres se representa como un busto, cortado al nivel del codo. Sobre un fondo marrón liso, el cuerpo está de perfil orientado hacia su caballete y la cara girada en tres cuartos hacia el espectador, la expresión de la mirada y la boca cerrada, es enérgica, incluso agresiva. Porta sobre los hombros un carrick marrón oscuro con cuello de terciopelo, y debajo una camisa blanca arrugada. Lleva su mano izquierda al pecho, y la derecha sujeta una tiza blanca dirigida hacia un lienzo cuyo borde se ve, y colocado sobre el caballete, así como la paleta colgando. Arriba a la izquierda la tela está firmada EFF J.A. INGRES P.or, y arriba a la derecha la fecha "F.it Pa.is 1804".
En su versión inicial conocida por tres documentos (un grabado, una copia, y una fotografía antigua), Ingres se representaba ante una tela donde se apreciaba el dibujo trazado con la tiza blanca. El examen de la foto de Marville muestra que se trataba de un boceto para el Retrato de Jean-François Gilibert amigo del pintor. Ingres con su mano izquierda limpia la tela con un paño, la posición de su mano derecha no cambia respecto a la versión posterior. Estaba vestido con un jubón de cuello cuadrado de estilo renacentista, y un amplio sobretodo claro colgando sobre su hombro derecho.

## Realización y transformaciones
Sobre la copia de Marie-Anne-Julie Forestal, la ausencia del dibujo preparatorio sobre la tela que Ingres limpia, indica que el autorretrato copiado era el original. Este detalle está confirmado por un comentario de un crítico del Mercure de France durante la exposición del cuadro original en el Salón de 1806: 

"Mantiene en la mano un pañuelo que lleva, no se sabe por qué, sobre una tela todavía blanca."

. El boceto que se percibe sobre la tela que Ingres limpia, como figura en la fotografía de Marville, fue añadido a posteriori, probablemente en reacción a la crítica del Mercure. 

Es difícil definir con precisión el periodo de los cambios sobre el autorretrato, hasta llegar al cuadro como se exhibe en el museo Condé. No obstante éstas solo pudieron ser efectuadas en un periodo entre 1849, fecha de la fotografía de Marville, y 1851, fecha del grabado de Étienne Achille Réveil publicado en la selección Œuvres de J. A. Ingres grabadas a la línea sobre acero (Firmin-Didot), que presenta el estado final, mientras el cuadro era todavía propiedad del pintor. Entremedias el autorretrato pasó por varias fases intermedias, que otras dos copias atestiguan. La copia atribuida a la señora de Gustave Hequet con retoques por Ingres, conservada en el Museo Metropolitano de Arte, se realizó antes de 1851. La tela muestra que el sobretodo fue sustituido por un carrick, mientras la postura se mantiene, con el brazo izquierdo sujetando el paño. Una última copia de Atala Varcollier, nacida Stamaty, muestra un penúltimo estado del cuadro. El brazo izquierdo se ha recogido sobre el pecho, y la perspectiva de la tela sobre el bastidor se ha modificado. Dos estudios a lápiz conservados en el museo Ingres muestran los primeras modificaciones en la ropa, del sobretodo claro al carrick oscuro. Los cambios son de tal entidad que se llegó a dudar sobre la autenticidad de la obra del museo Condé, si se trata del mismo autorretrato de la exposición en el Salón de 1806 modificado, o de otro cuadro realizado posteriormente. 

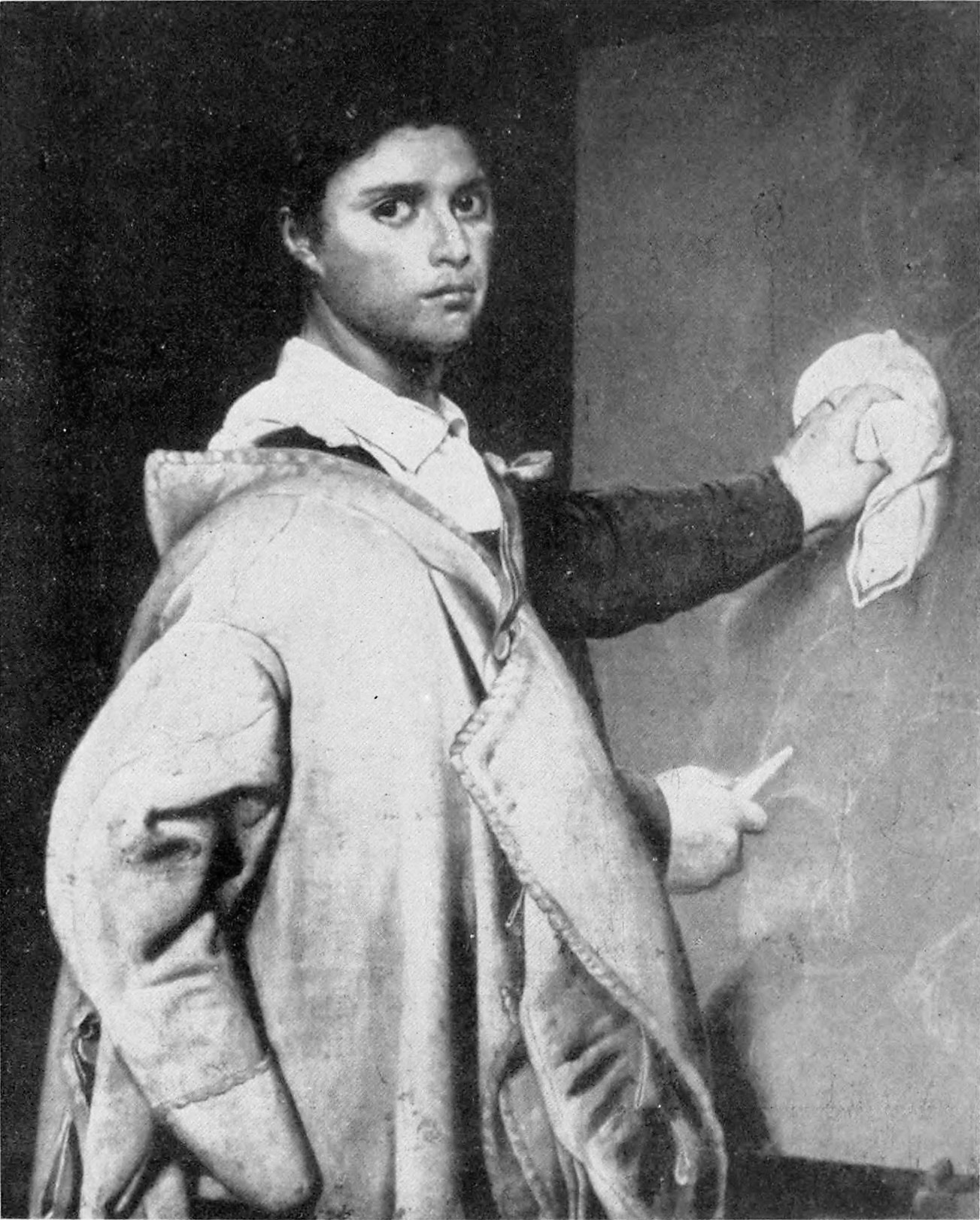
fotografía de Charles Marville datada hacia 1849, presentando un antiguo estado del retrato antes de las modificaciones.
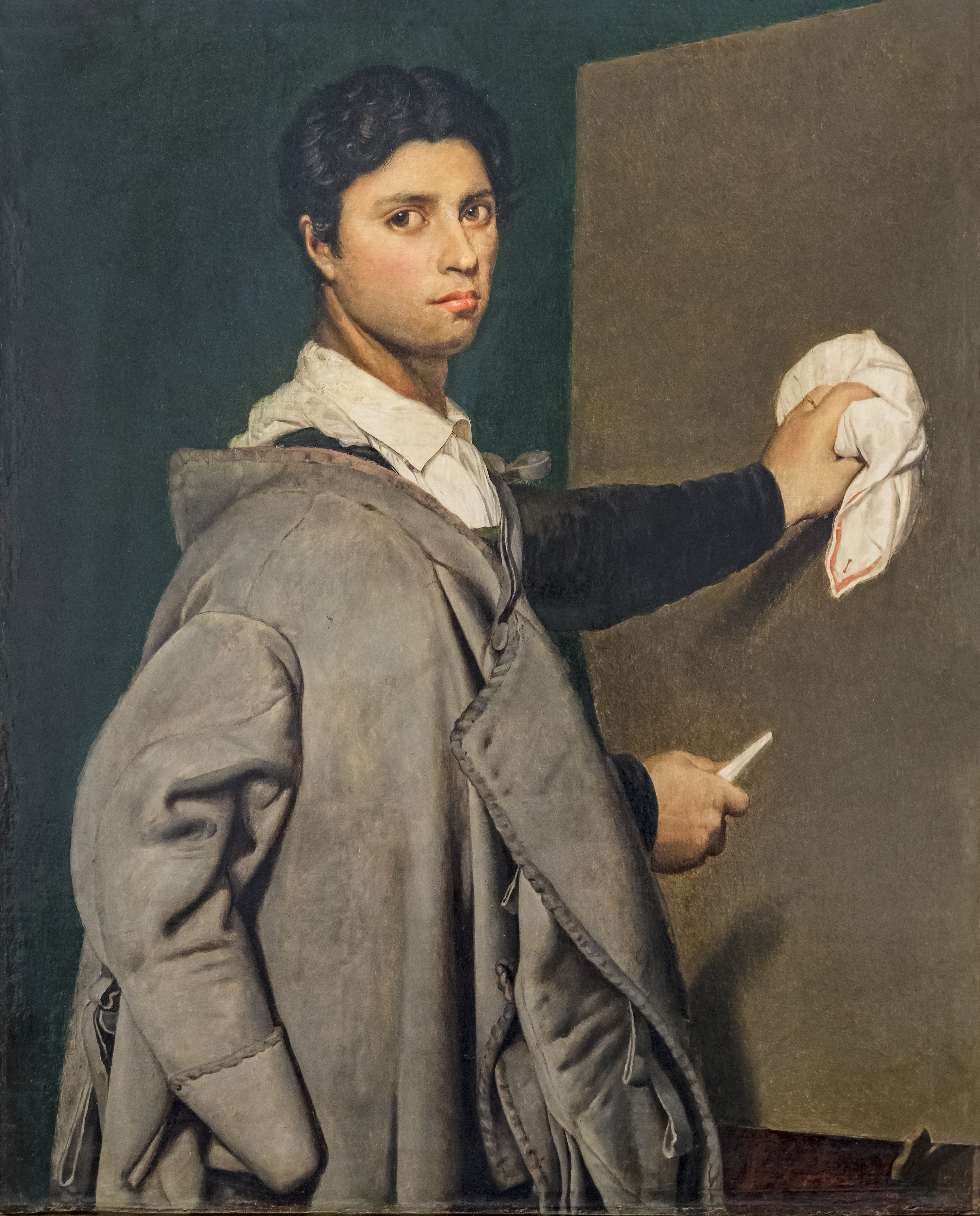
Copia del autorretrato de Ingres por Marie-Anne-Julie Forestier, pintada en 1807 (Museo Ingres-Bourdelle).
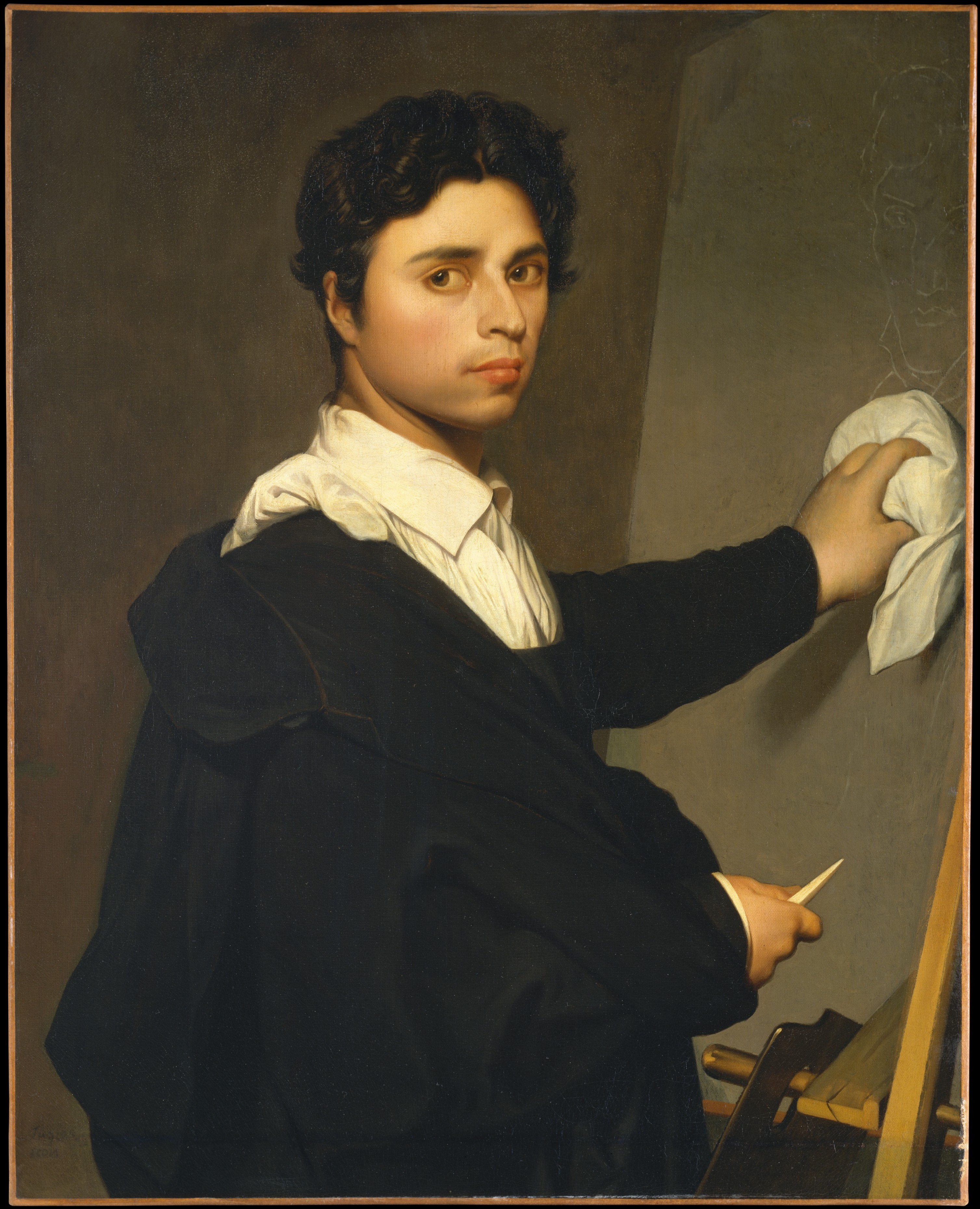
Copia del autorretrato a los veinticuatro años atribuido a la señora de Gustave Hequet con retoques por Ingres, antes de 1851 Metropolitan Museum of Art.
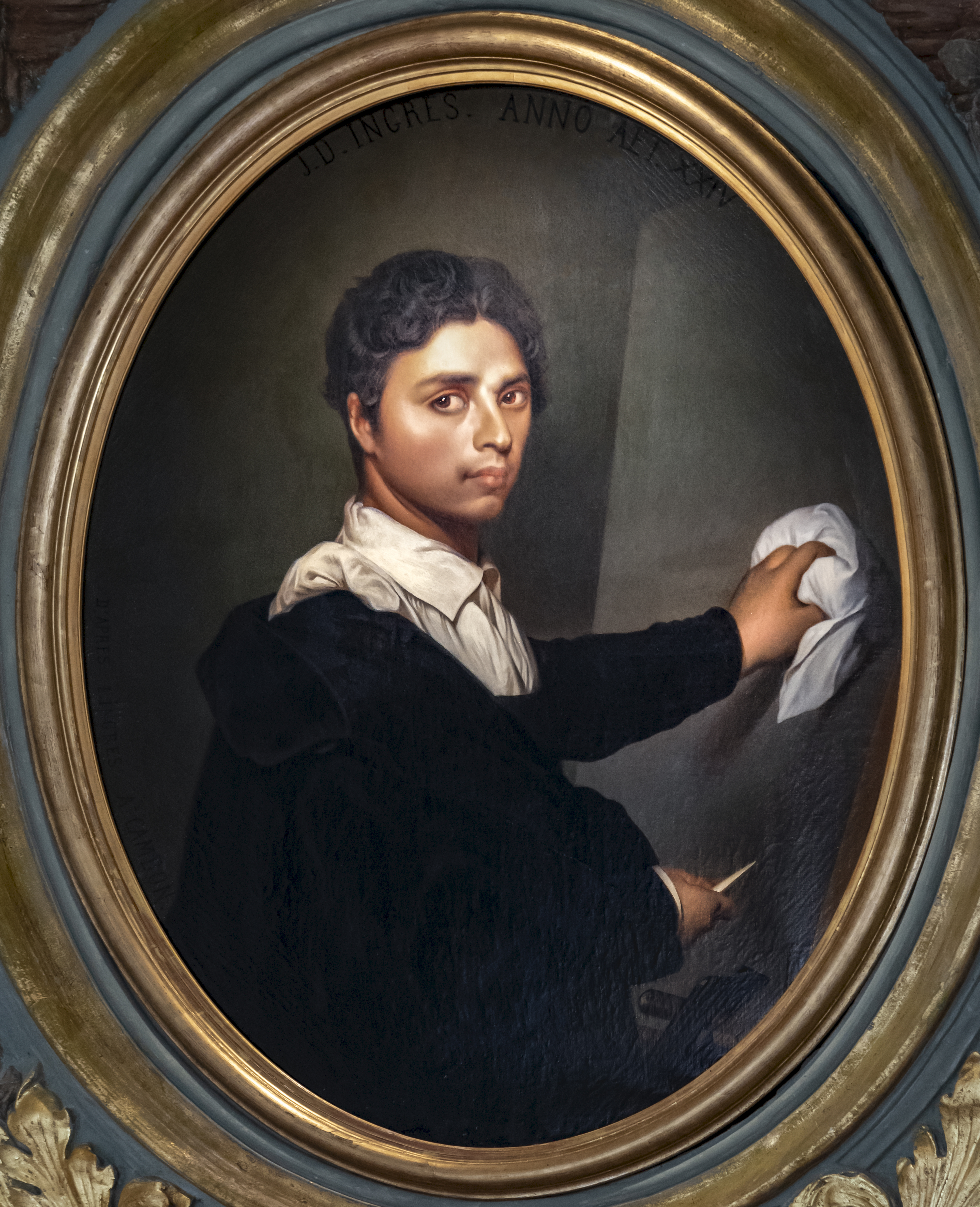
Versión de Armand Cambon de 1877 según una copia del taller, (Museo Ingres-Bourdelle).
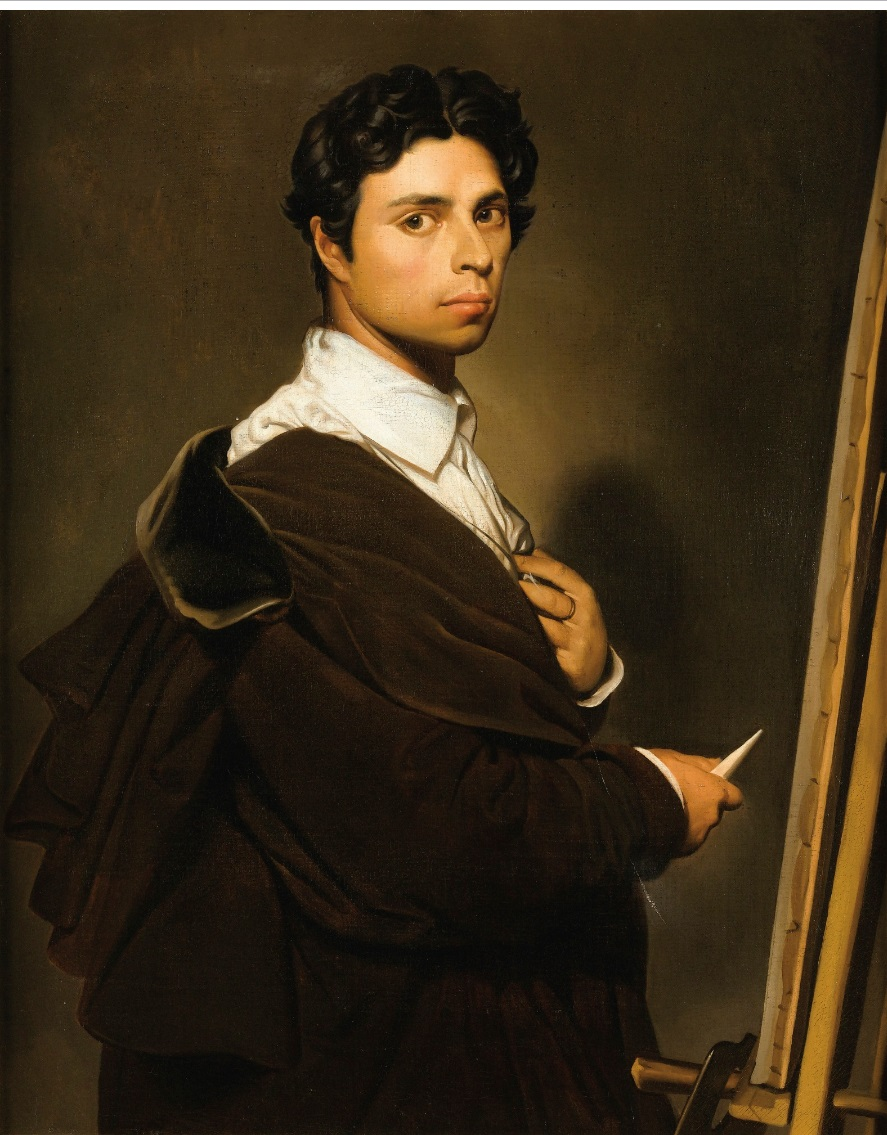
Atala Varcollier, nacida Stamaty, copia del autorretrato, (colección particular).

## Fortuna crítica
La participación de Ingres en el Salón de 1806, donde expuso el autorretrato, los retratos de la familia Rivière, y Napoleón entronizado, estuvo marcada por una recepción de la crítica particularmente negativa, incluso hostil a la elección estética y a las innovaciones del artista. El autorretrato fue una de las obras más duramente criticadas. Según Chaussard en Le Pausanias français: 

"Cuando tienes la ventaja de ser artista y tener talento, ¿por qué pintarte en un aspecto tan desfavorable? Ingres quería hacer algo muy especial. Ves una cabeza morena, cabello negro frente a un lienzo blanco, uno enorme plantado en un hombro cuya forma esconde, un pañuelo blanco en la mano; finalmente, una oposición sistemática del negro al blanco, que produce una discordancia infinitamente desagradable."

L'Observateur du musée Napoleón de hecho da una descripción poco halagadora:

"Un pintor, cuya cabeza de pelo negro y tosco, destaca en un recorte sobre un gran lienzo blanco; el artista, vestido de negro y cubierto con una levita blanca, limpia con un pañuelo blanco; que hace blanco sobre blanco."

Mientras el Mercure de France calificó el autorretrato de caricatura, prosiguiendo en el mismo tono: 

"Vemos a un artista frente a su caballete. Mantiene en la mano un pañuelo blanco que lleva, no se sabe por qué, sobre una tela en blanco, pero sin duda destinada a representar los objetos más terroríficos, si uno juzga por la expresión sombría y feroz de su rostro. Sobre su hombro se echa un gran sobretodo que hace estallar prodigiosamente en el calor de la composición, y en el tipo de crisis que su genio parece sentir."